# Ernst Consentius
Ernst Consentius (* 1. Dezember 1876 in Berlin; † 2. Mai 1937 ebenda) war ein deutscher Literaturhistoriker und Bibliothekar.

## Leben
Consentius studierte Philologie, Geschichte und Kunstgeschichte. Er wurde 1901 in Bern promoviert. Im Jahr 1917 musste er Kriegsdienst im Ersten Weltkrieg leisten. Nach Kriegsende begann er als Volontär an der Preußischen Staatsbibliothek, wo er 1920 Assistent und noch im selben Jahr Hilfsbibliothekar wurde. Erst 1927 wurde er zum Bibliotheksrat befördert.
Consentius beschäftigte sich zunächst hauptsächlich mit der Geschichte des Journalismus und des älteren Berliner Zeitungswesens. Er gab darüber hinaus Werke von Gotthold Ephraim Lessing und Gottfried August Bürger heraus. Erst später wandte er sich der Inkunabelkunde zu. Bekannt wurde er besonders durch eine öffentlich ausgetragene Forschungskontroverse mit dem Inkunabelforscher Konrad Haebler über die Nachweise von oft unbekannten Druckern und ihrer Typen.

## Veröffentlichungen (Auswahl)
- Freygeister, Naturalisten, Atheisten: ein Aufsatz Lessings im Wahrsager. Avenarius, Leipzig 1899 (Digitalisat).
- Zur Quellenfrage von Schillers Geschichte des Dreissigjährigen Krieges. In: Archiv für das Studium der neueren Sprachen und Litteraturen, Bd. 106 (1899), Heft 3/4.
- Der Wahrsager: zur Charakteristik von Mylius und Lessing. Avenarius, Leipzig 1900 (Digitalisat).
- Lessing und die Vossische Zeitung. Lippert, Naumburg a.S. 1902 (Bern, Univ., Diss., 1901) (Digitalisat).
- Frau Gottsched und die preußische Gesetzgebung: mit Benutzung von Akten des geheimen Staats-Archivs. In: Preußische Jahrbücher (Berlin), Bd. 112 (1903), Heft 2, S. 289–307.
- Die Berliner Zeitungen bis zur Regierung Friedrichs des Grossen. Haude & Spener, Berlin 1904.
- Christlob M. Mylius. In: Allgmeine Deutsche Biographie, Bd. 52: Nachträge bis 1899: Linker–Paul. Duncker & Humblot, Leipzig 1906, S. 545–558.
- Alt-Berlin: anno 1740. Schwetschke, Berlin 1907.
- Meister Johann Dietz: des Großen Kurfürsten Feldscher und Königlicher Hofbarbier: nach der alten Handschrift in der Königlichen Bibliothek zu Berlin. Langewiesche-Brandt, Ebenhausen bei München 1915 (Schicksal und Abenteuer; 11) (Digitalisat).
- Hrsg.: Das Breviarium Ratisponense von 1480 aus der Sammlung von Dr. Otto H. F. Vollbehr, Berlin-Charlottenburg. Berlin 1921.
- Von Druckkosten, Taxen und Privilegien im Kurstaat Brandenburg während des 16. und 17. Jahrhunderts. In: Forschungen zur Brandenburgischen und Preußischen Geschichte, Bd. 34 (April 1922), H. 2.
- Die Typen der Inkunabelzeit: eine Betrachtung. de Gruyter, Berlin 1929.
- Ein Briefwechsel zwischen Konrad Haebler und Ernst Consentius. Schulze, Gräfenhainichen 1932.
- Die Typen und der Gesamtkatalog der Wiegendrucke: eine Kritik. In: Gutenberg-Jahrbuch, 1932, S. 55–109.